# Har Gefet
Har Gefet (hebrejsky: הר גפת) je hora o nadmořské výšce 318 metrů v severním Izraeli, v pohoří Gilboa.
Leží v střední části pohoří Gilboa, cca 7 kilometrů západně od města Bejt Še'an a 2 kilometry jižně od vesnice Bejt Alfa. Má podobu výrazného návrší s odlesněnou vrcholovou partií. Poblíž vrcholku vede lokální silnice 6666. Na východní a severní straně terén prudce klesá, vesměs po odlesněných svazích, do zemědělsky využívaného Bejtše'anského a Charodského údolí, kam odtud klesá také vádí Nachal Gefet. Na úpatí hory pak vyvěrají četné prameny, které živí další vodní toky jako Nachal Amal, Nachal Kibucim nebo Nachal Šokek. Na jihozápad odtud stojí sousední vrchol Har Jicpor, na západní straně je to vrch Har Achina'am.